# Авраамий (архимандрит Чудова монастыря)
Архимандрит Авраамий — архимандрит Андроньевского монастыря в Москве в 1606—1612 годах, потом Чудова в 1612—1619 годах.
Был посылаем земским собором в Кострому при избрании царём Михаила Фёдоровича в 1613 году, а в 1614 году царём был посылаем в Ярославль с целью уговорить казаков идти на Тихвин (вместе с архиепископом Герасимом и боярином Лыковым).
В 1619 году Авраамий участвовал в чине наречения патриарха Филарета.